# My Bromance

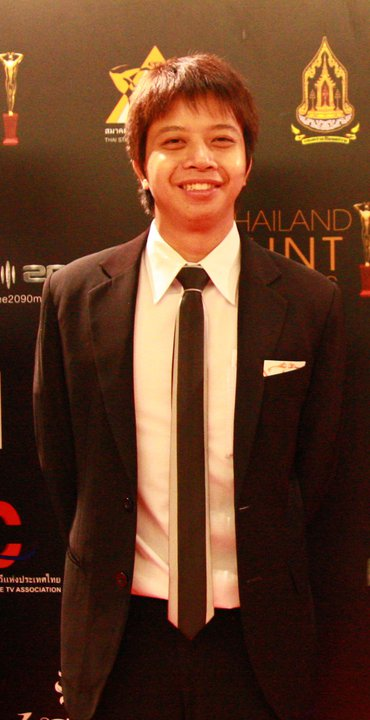
Nitchapoom Chaianun director de la película

My Bromance (tailandés: พี่ชาย, RTGS: Phi Chai) es una película tailandesa de temática BL y LGBT dirigida por Nitchapoom Chaianun. Protagonizada en sus roles principales por Teerapat Lohanan (Golf) y Pongsatorn Sripinta (Bank) la trama muestra la relación sentimental que surge entre dos jóvenes estudiantes de instituto que, debido al matrimonio de sus padres, empiezan a convivir en el mismo entorno. Rodada en 2013, en localizaciones de Chiang Mai, el film se estrenó el 20 de febrero de 2014 obteniendo una notable repercusión comercial.

## Argumento
Golf (Lohanan) es un adolescente que vive en una casa acomodada pero familiarmente desestructurada. En la casa vive, tras el fallecimiento de su madre, junto a su tía y su padre Vut. El padre, habitualmente en viaje de negocios, no mantiene una estrecha relación con el joven. El joven, tras quedar huérfano, ha cambiado de comportamiento pasando de ser un joven deportista y activo a comportarse de manera agresiva y temperamental. También se muestra resentido con su padre, por su ausencia y escaso trato, culpándole de la muerte de su madre. 
Un día Vut se presenta en casa con Thara (Chiangmai), su nueva esposa, y Bank (Sripinta) su hijo adolescente pocos meses menor que Golf. Bank, un joven gentil, amable y de temperamento dulce, espera ser aceptado en su nueva familia. Al principio Golf reacciona agresivamente ante el cambio de roles domésticos y no acepta a los nuevos miembros de su familia. Poco a poco irá comprendiendo que su nueva madrastra y su hijo se van a quedar y comienza a acosar a Bank pese a los intentos del joven de congeniar con el. 
En el instituto ambos jóvenes están en aulas diferentes pero Bank solicita al director que le transfieran a la misma clase de Golf para estar más cerca de él. Esto le dará la oportunidad a Golf de, inicialmente, acosar y humillar a su hermanastro. Pero también supondrá que el grupo de amigos de Golf, de quienes el joven se ha distanciado, traben amistad y protejan a Bank. También mediarán para hacer que Golf cambie de actitud y que todos vuelvan a tener la relación que solían en el pasado. Por su parte Bank con sus acciones tratará de complacer a su hermano mayor y, poco a poco, se irá ganando su respeto y afecto. 
Las cosas cambiarán cuando Thom (Thaokhamlue), un joven y popular cantante del instituto, muestre su interés romántico por Bank. Las atenciones que Thom le muestra a Bank, como regalos o flores, despertarán los celos de Golf. En medio de una acalorada conversación Bank desvelará la ausencia de interés por Thom y los sentimientos románticos que tiene por su hermanastro. Golf también hará lo propio y ambos jóvenes, tras confesar su amor, comenzarán una relación sentimental. Golf, como muestra de amor, le entregará un anillo a Bank. 
Aunque sus amigos en el instituto apoyarán la relación de Golf y Bank, alegrándose por su felicidad, ambos encontrarán una dura oposición familiar: primero en su tía y luego en el padre de Golf. Este último obligará a Golf a marcharse a estudiar a Estados Unidos con la intención de que la distancia suponga la ruptura de la pareja. Golf, forzado por las circunstancias, se verá impelido a irse ante el desconsuelo de Bank. Y aunque la madre de Bank, Thara, le presente a algunos otros jóvenes homosexuales para que inicie una relación sentimental, su hijo rechaza esa posibilidad ya que quiere a Golf.
Transcurridos seis meses Golf regresa inesperadamente a casa ante un emocionado Bank deseo de reencontrarse con su enamorado. Pero a Golf lo acompaña su nueva novia, a la que conoció en Estados Unidos, y con la que está a punto de comprometerse. A pesar de la situación los sentimientos de ambos jóvenes no han cambiado. Bank comienza a salir con Thom a pesar de sus sentimientos por Golf. Y Golf, pese a los planes de comprometerse con su novia que conoce sus auténticos sentimientos por Bank, tampoco ha podido olvidar a su hermanastro. Durante una intensa discusión entre ambos jóvenes para intentar aclarar sus sentimientos ambos se ven envueltos en un accidente automovilístico siendo heridos de gravedad. Golf se recupera con rapidez pero la familia y amigos le ocultan el estado de Bank, más grave, a quien le han extirpado un riñón. El mayor de los hermanos decide donarle uno de sus riñones para evitar que deba hacerse diálisis de por vida.
Recuperado de sus heridas Bank vuelve a casa y, en un flashback, recuerda la conversación en la que le devolvió a Golf el anillo que le regaló pidiéndole que desde entonces se consideren mutuamente hermanos y finalicen su relación sentimental. Pese a la negativa de Golf, Bank le indica que no quiere seguir teniendo complicaciones con sus padres o que nadie sufra por sus sentimientos.
Un año después, durante la fiesta del 19 cumpleaños de Bank, sus amigos le desvelan que Golf no se ha marchado a estudiar al extranjero, como le habían dicho, sino que falleció a causa de un tumor cerebral descubierto después del accidente. El último de los regalos que le entregan es el juego de anillos de ambos junto con una carta, escrita por Golf en el hospital, donde se despide de su hermano dejándolo en shock. Días después Bank visita, junto a sus amigos, la tumba de Golf y le entrega su anillo quedándose con el de Golf que en adelante será el que lleve puesto en el dedo anular. Bank decide proseguir con la afición de su hermano de coleccionar y pintar figuras de plástico. Finalmente Bank asume que puede seguir viviendo con el recuerdo del amor por Golf yendo a los lugares en los que ambos jóvenes compartieron sus vivencias.

## Reparto
- Teerapat Lohanan - Kanthitat Atsawametanon (Golf)
- Pongsatorn Sripinta - Baworananan (Bank)
- Whithawat Thaokhamlue - Thom
- Phantphin T. Chiangmai - Thara
- Worakamon Nokkaew - Tar
- Wachiraporn Attawut - Jieb
- Varatchaya Comemamoon - Paam
- Naradon Namboonjit - Tued

## Recepción
La película obtiene valoraciones positivas en los portales de información cinematográfica. En IMDb, con 374 valoraciones, obtiene una puntuación de 6,6 sobre 10.

"Si estás buscando una película sentimental sin complejos, a cargo de dos adorables chicos tailandeses, esta es para ti. No hay un gran guion, dirección o fotografía, al contrario. Hay algunos intentos encomiables de actuar... no todos exitosos. PERO cada vez que los dos personajes principales interactúan en pantalla, sucede la magia y abandonarás toda incredulidad."
Crítica de fstar98 en IMDB 

En mydramalist.com obtiene una valoración de 7,8 sobre 10 con 1.077 puntuaciones.

"Si tienes un amigo que nunca haya visto una película de temática BL empezaría con esta porque contiene todas las claves del género. Pasé de brincar con el romance de los personajes principales al llanto durante la segunda mitad. Realmente me identifiqué con el aspecto del amor no correspondido y con el hecho de tener que dejar atrás a tu novio del instituto porque tus padres te obligan a trasladarte. Es implacablemente triste hacia el final pero no de una manera totalmente irreal."
Crítica de TianQi en mydramalist.com 

## Secuelas
A raíz de su favorable acogida se ha creado un universo ampliado con los personajes y la historia de la película. En 2015 se estrenó un cortometraje con el mismo reparto y director original, llamado My Bromance: Reunion, que narra hechos posteriores a los mostrados en la película.
En 2016 se estrenó, dirigido por Tosatid Darnkhuntod, My Bromance: The Series. Se trata de una adaptación para televisión basada en los personajes originales pero que presenta cambios en la trama, en los personajes y cuenta con un nuevo elenco.
En 2019 la productora Wayufilm anunció la conclusión de la filmación y próximo estreno de una miniserie para televisión con el reparto original y dirigida por Nitchapoom Chaianun, titulada My Bromance 2: 5 Years Later, cuya trama narra hechos sucedidos cinco años después de los mostrados en la película.